# Basavanandihalli, Shikarpur
Basavanandihalli là một làng thuộc tehsil Shikarpur, huyện Shimoga, bang Karnataka, Ấn Độ.